# 核碎裂

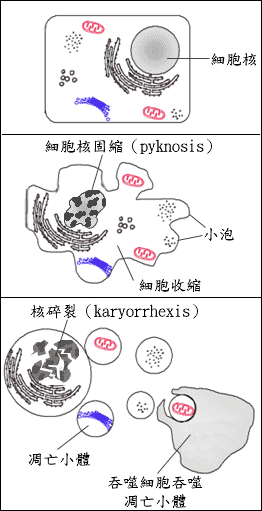
細胞凋亡

核破裂（核碎裂）是垂死細胞的核的破壞性碎片化，染色質不規則地散布在細胞質內。經常在固縮之後發生，核破裂之後會發生核溶解，都可能是細胞程序性死亡和壞死的結果。